# Cabo Haitiano
Cabo Haitiano (en francés: Cap-Haïtien; y en criollo haitiano: Kap Ayisyen u Okap), conocida en español por su topónimo taíno hasta el siglo XX como Guárico, es una comuna de Haití, que está situada en el distrito de Cabo Haitiano, del departamento de Norte.

## Historia
Cabo Haitiano fue fundado por los españoles a orillas del río Guárico con el nombre de Guárico, pasó a denominarse Cap-Français (literalmente, Cabo Francés) con la colonización francesa del área en 1670, estableciéndose en un principio los filibusteros franceses y después los refugiados calvinistas franceses (hugonotes). Posteriormente pasaría a denominarse Cap-Henri, antes de ser nombrado con la denominación actual.
Capital de la colonia francesa de Santo Domingo, fue destruida en gran parte en 1793 durante la batalla de Cap-Français, una vez terminada la Revolución haitiana, sería la capital del Estado de Haití (1806-1811) y del Reino de Haití (1811-1820).
Debido a su proximidad con las playas del océano Atlántico, que se encuentran al noroeste, Cabo Haitiano ha sido tradicionalmente el destino de vacaciones elegido por las clases altas de Haití y otros países. En la actualidad la ciudad y departamento, se encuentran bajo la protección militar conjunta de Ecuador, Colombia y Chile en virtud del mandato otorgado por la ONU. Posee un puerto internacional.

## Secciones
Está formado por las secciones de:
- Bande du Nord
- Haut du Cap
- Petit Anse (que abarca el barrio de Petit Anse)

## Demografía
| Gráfica de evolución demográfica de Cabo Haitiano entre 2009 y 2015 |
|                                                                     |

Los datos demográficos contemplados en este gráfico de la comuna de Cabo Haitiano son estimaciones que se han cogido de 2009 a 2015 de la página del Instituto Haitiano de Estadística e Informática (IHSI). 

## Ciudades hermanas
- Viejo San Juan, Puerto Rico
- Portland, Maine, Estados Unidos
- Nueva Orleans, Luisiana, Estados Unidos